# Ismailia (guvernorát)
Ismailia (arabsky: الإسماعيلية‎) je egyptský guvernorát. Nachází se na severu země. Jeho rozloha je 5 067 km², v roce 2012 zde žilo 1 077 000 obyvatel. Hlavním městem guvernorátu je Ismailia.